# オルキス・イタリカ
オルキス・イタリカ（学名：Orchis italica）は、ラン科の植物の一種。地中海地方原産。
「オルキス・イタリカ」は、ラテン語で「イタリアの蘭」の意である。
成長すると50cmほどの高さになり、群落を作ることも多い。

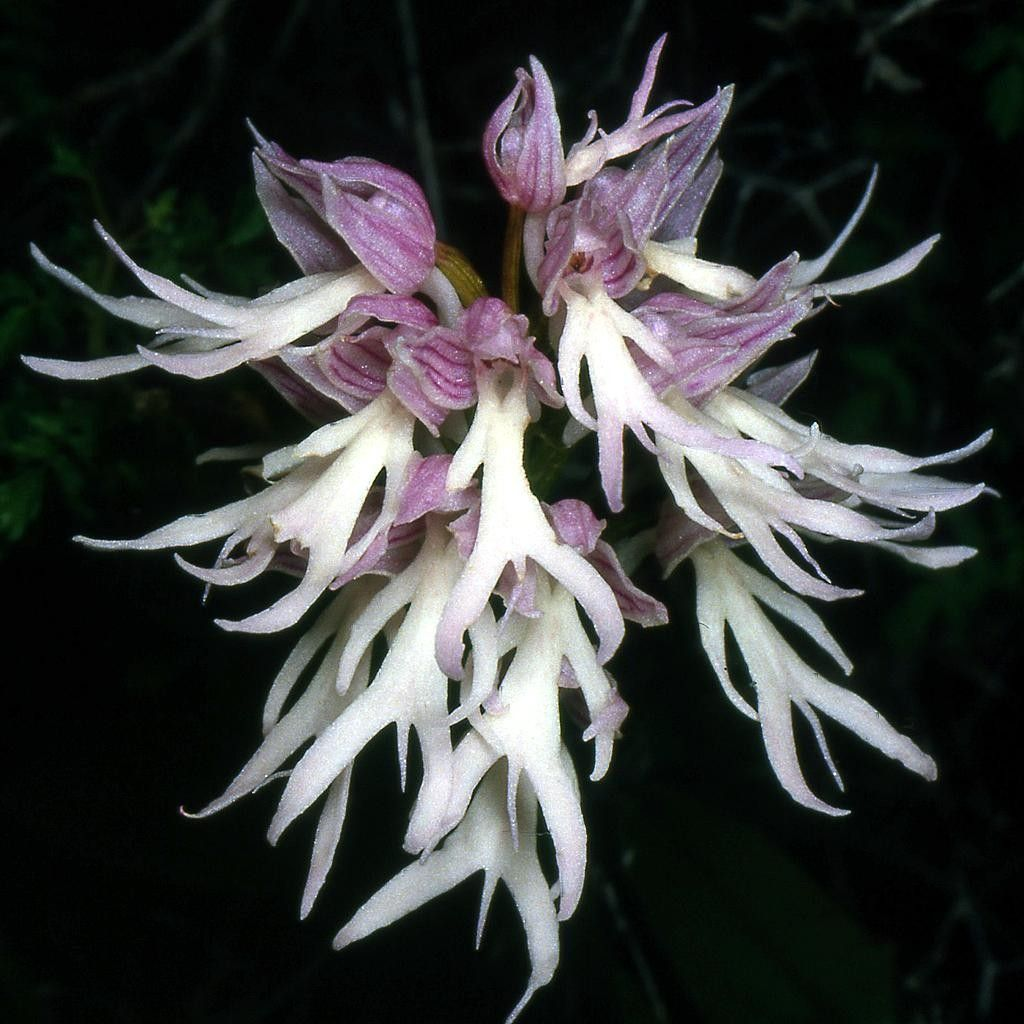
オルキス・イタリカの花

独特の形をした花弁は、帽子（僧帽）をかぶった人の姿をしていると見立てられることがよくある。英語では Naked Man Orchid（「裸の男の蘭」の意）とも通称される。